# Fatuma Roba
Fatuma Roba (Bekoji, Arsi, Etiopía, 18 de diciembre de 1973) es una corredora etíope de larga distancia que fue campeona olímpica de maratón en los Juegos de Atlanta 1996.
Participó en su primera maratón en 1993, en Adís Abeba (a 2.440 metros de altitud), ganando la prueba con 2h44:20 
En 1995 fue 18.ª en la maratón de los Mundiales de Gotemburgo.
En 1996 llegó a los Juegos Olímpicos de Atlanta después de haber ganado ese año dos maratones, en Roma y en Marrakech. Aunque no era la favorita, dominó la prueba con una superioridad abrumadora, corriendo en solitario la mayor parte de la prueba. Pasó la media maratón en 1h11:57 con 12 segundos de ventaja sobre sus perseguidoras; en el km 26 su ventaja ya había ascendido a 45 segundos. Finalmente, ganó la prueba con 2h26:05 y le sacó dos minutos justos a la segunda clasificada (la rusa campeona en 1992 Valentina Yegorova); se convertía así en la primera mujer africana en ganar el oro olímpico en la maratón, y además lo hacía con la mayor ventaja de la historia.
Aparte de su triunfo olímpico, en el palmarés de Fatuma Roba destacan sus tres victorias consecutivas en la prestigiosa maratón de Boston (1997, 1998 y 1999)
Entre sus triunfos de menor nivel está la maratón de Madrid en 2001 y la maratón de Nagano en 2004.

## Resultados
- Mundiales de Gotemburgo 1995 - 19.ª (2h39:27)
- Juegos Olímpicos de Atlanta 1996 - 1.ª (2h26:05)
- Mundiales de Sevilla 1999 - 4.ª (2h28:04)
- Juegos Olímpicos de Sídney 2000 - 9.ª (2h27:38)
- Mundiales de Edmonton 2001 - 13.ª (2h31:10)

## Marcas personales
- 10.000 metros - 32:25 (2000)
- Media maratón - 1h09:01 (2001)
- Maratón - 2h23:21 (1998)